# Phryné (opéra)

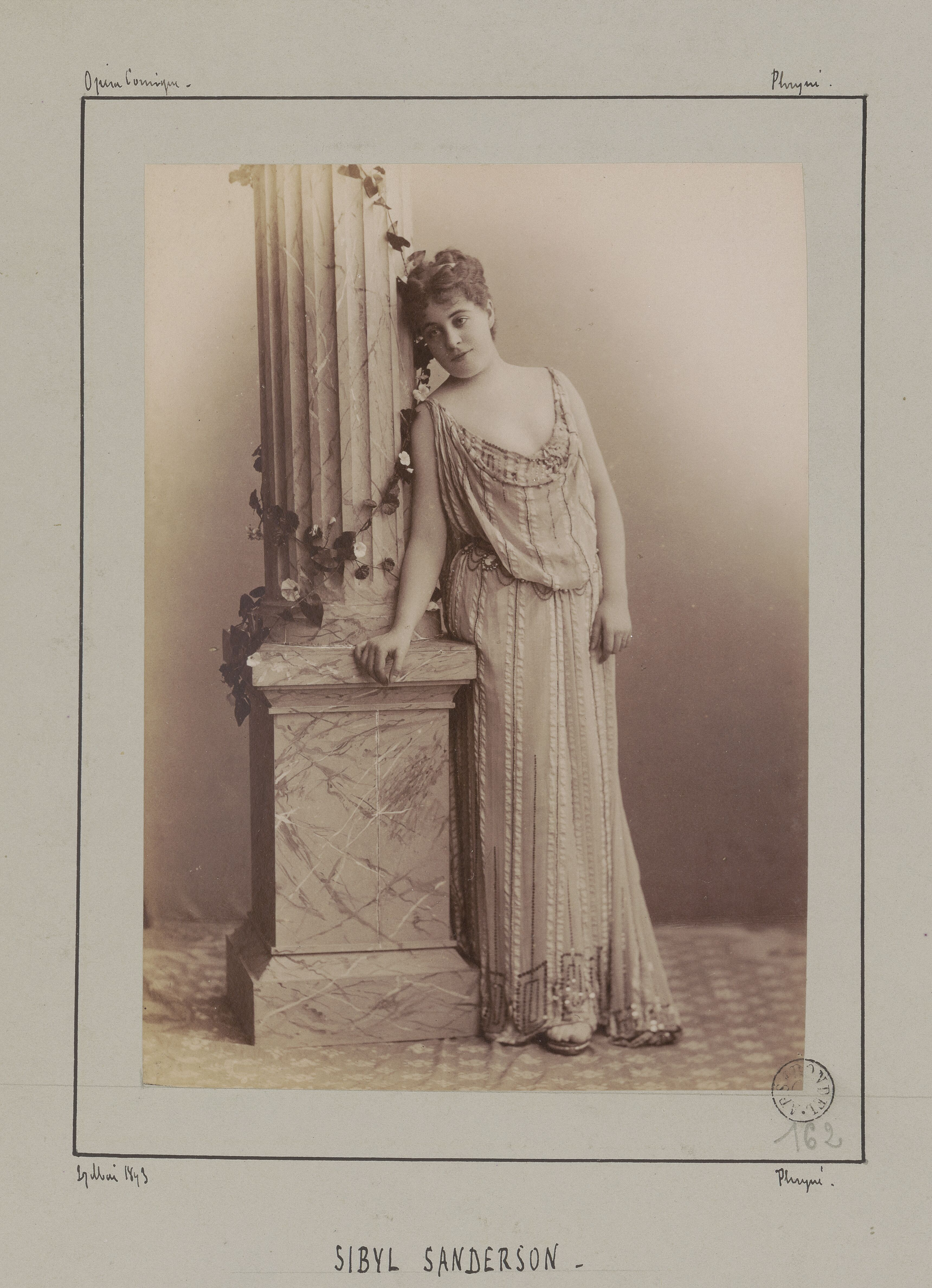
Sibyl Sanderson, la créatrice de Phryné (1893)

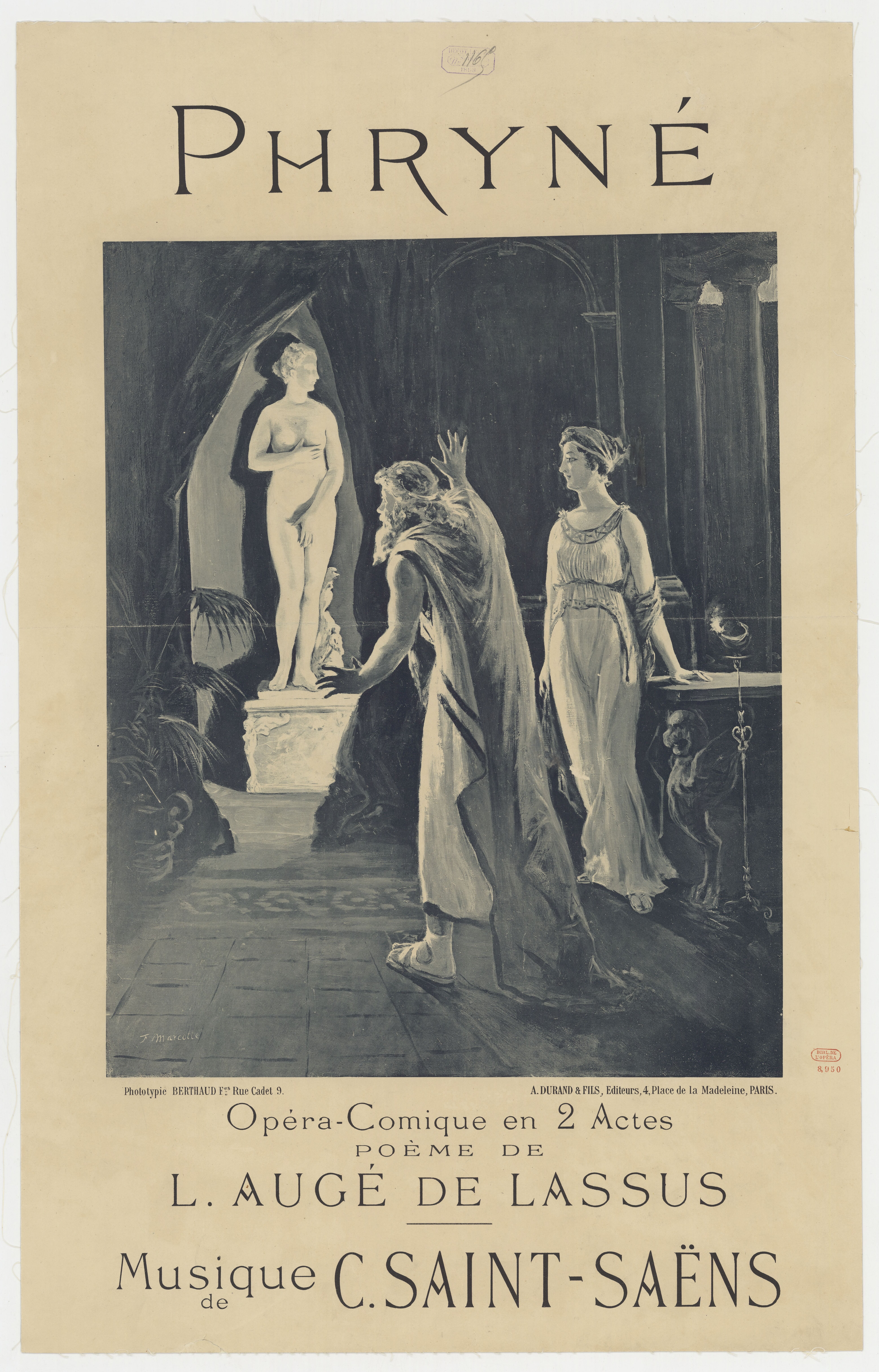
Affiche de 1893 (F. Marcotte)

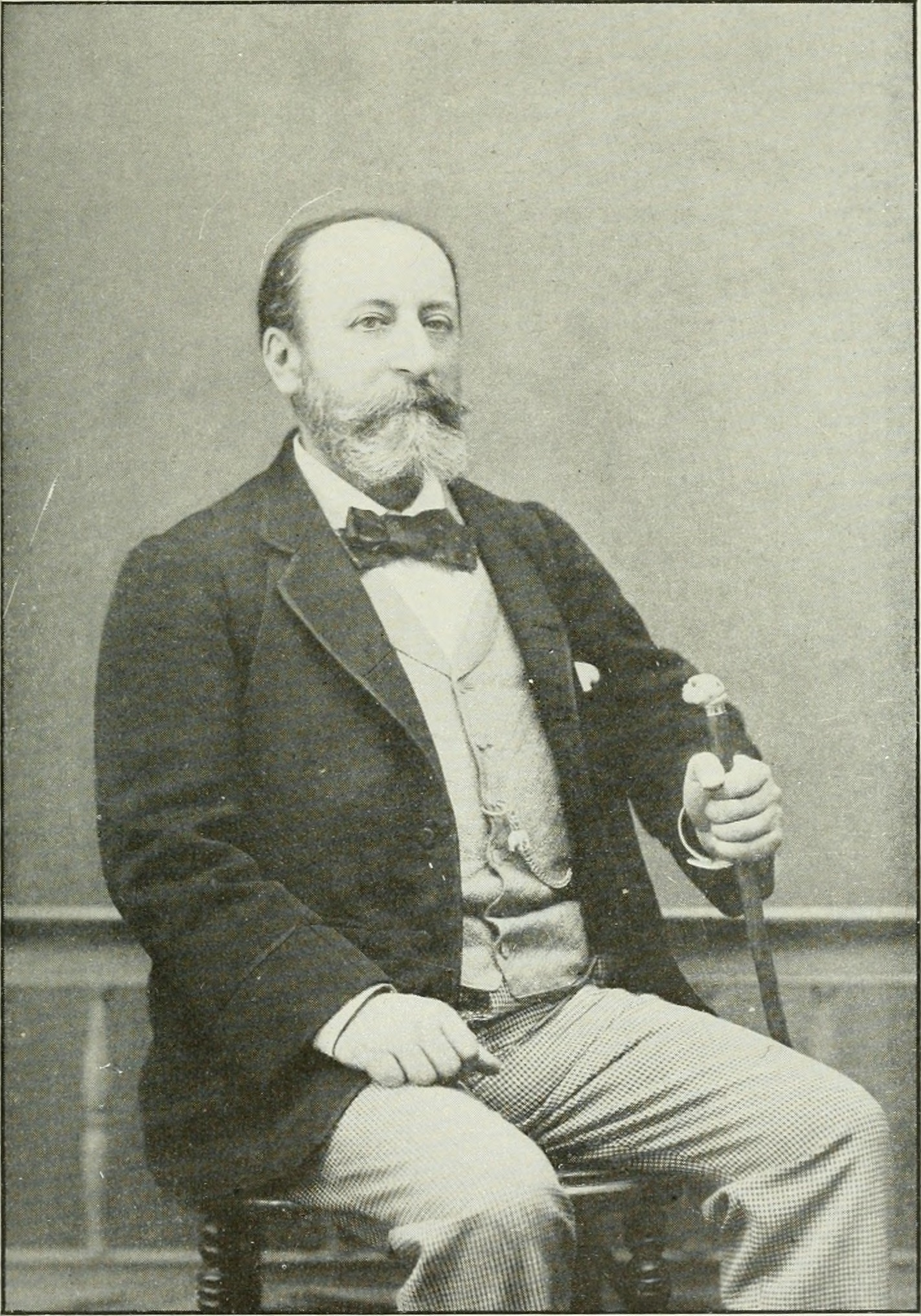
Camille Saint-Saëns

Phryné est un opéra-comique en 2 actes de Camille Saint-Saëns sur un livret de Lucien Augé de Lassus, créé à Paris le 24 mai 1893 au théâtre national de l'Opéra-Comique.

## Rôles
- Phryné (soprano)
- Lampito, esclave de Phryné (soprano)
- Dicéphile, archonte (basse)
- Nicias, neveu de Dicéphile (ténor)
- Cynalopex (ténor)
- Agoragine (basse)

## Autres premières
- Théâtre de la Gaîté à Paris : 6 juin 1914

## Discographie sélective
Denise Duval, Nadine Sautereau, André Vessières, Michel Hamel, Orchestre et ChoraleLyrique de L'O.R.T.F. dir. Jules Gressier 1960 report Classical Moments 2013
Florie Valiquette, Cyrille Dubois, Thomas Dolié, Anaïs Constans, François Rougier, Patrick Bolleire, Orchestre de l’Opéra de Rouen Normandie, Chœur du Concert Spirituel, dir. Hervé Niquet (avec les récitatifs d’André Messager). CD Palazzeto Bru Zane 2022.  Diapason d’or